# 1003
1003 (MIII) var ett normalår som började en fredag i den julianska kalendern.

## Händelser

### Maj
- 16 maj – Sedan Silvester II har avlidit fyra dagar tidigare väljs Giovanni Sicco till påve och tar namnet Johannes XVII, men avlider själv efter ett halvår.

### December
- 25 december – Sedan Johannes XVII har avlidit den 6 november väljs Giovanni Fasano till påve och tar namnet Johannes XVIII.

### Okänt datum
- Sven Tveskägg, kung av Danmark, inleder sin första invasion av England.
- Humbert I blir den förste greven av huset Savojen.
- Robert II av Frankrike leder en invasion av Burgund, vilken dock misslyckas.
- Boleslav I av Polen blir hertig av Böhmen och Mähren.

## Födda
- Edvard Bekännaren, kung av England 1042–1066 (född omkring detta år)
- Herleva, mor till Vilhelm Erövraren

## Avlidna
- 12 maj – Silvester II, född Gerbert d'Aurillac, påve sedan 999.[1]
- 6 november – Johannes XVII, född Giovanni Sicco, påve sedan 16 maj detta år
- Erik Röde (död detta eller nästa år)
- Didda, regerande drottning av Kashmir.

### Fotnoter
1. ↑  ”Chronology of World History”. Arkiverad från originalet den 12 oktober 2011. https://www.webcitation.org/62NLU2AIL?url=http://www.islandnet.com/~KPOLSSON/worldhis/wor1000.htm. Läst 18 juli 2011.